# Contexto intensional
O contexto intensional é aquilo que determina a aplicabilidade de um termo ou expressão a uma extensão. Em filosofia, intensão (com s) é o significado de um termo ou de um predicado. Utiliza-se para correlacionar o significado cognitivo do termo com a  extensão. A extensão é a coisa a que o termo, ou a expressão, se aplica.
A intensão determina as características de aplicabilidade de um termo, ou seja, o conceito da sua abrangência. Deve-se ter atenção para o facto de os termos técnicos filosóficos “intensão” e “intenção” terem significados diferentes.